# Nordlig sumplöpare
Nordlig sumplöpare (Patrobus septentrionis) är en skalbaggsart som beskrevs av Pierre François Marie Auguste Dejean. Nordlig sumplöpare ingår i släktet Patrobus och familjen jordlöpare. Arten är reproducerande i Sverige. Inga underarter finns listade i Catalogue of Life.